# 罗阿诺克岛
罗阿诺克岛（Roanoke Island /ˈroʊəˌnoʊk/）是美国北卡罗来纳州戴尔县的一个岛屿，是外滩群岛的一部分。其名来自16世纪居住在当地的罗阿诺克人，英格兰人曾在这里建立罗阿诺克殖民地。
长8 mi（13 km），宽2 mi（3.2 km），面积17.95平方英里（46.5平方），人口约六千，通过64号美国国道与外界连通。